# Kelloggia chinensis
El Kelloggia chinensis és una espècie de plantes amb flor que pertany a la família de les rubiàcies. Creix en les muntanyes Hengduan i al Tibet en la part oriental de l'Himàlaia. Es fa en zones humides a unes alçades de 3.000 metres.

## Sinònims
- Galium aberrans (W.W.Sm.), nom invàlid[3]